# Distrito de San Juan de Lopecancha
El distrito de San Juan de Lopecancha es uno de los veintitrés distritos de la Provincia de Luya, ubicado en el Departamento de Amazonas, en el norte del Perú. Limita por el norte con el distrito de Tingo; por el este con la provincia de Chachapoyas; por el sur con el distrito de Santo Tomás y; por el oeste con el distrito de María.
Desde el punto de vista jerárquico de la Iglesia católica forma parte del Diócesis de Chachapoyas.

## Historia
El distrito fue creado el 16 de agosto de 1920 mediante Ley N.º 222, en el gobierno del Presidente Augusto Leguía.

## Geografía
Abarca una superficie de 88,02 km² y tiene una población estimada mayor a 500 habitantes. Su capital es el centro poblado de San Juan de Lopecancha. 

### Pueblos y caseríos
| - San Juan de Lopecancha - Pumachaca - Rivera Alta - Sumen - Moras | - Puentecito - San Antonio - Santa Rosa - Corral Pampa - Triunfo | - Siogue - Corral - Oche Rural - San Martín Del Mango - Huaca Sirina |

## Autoridades

### Municipales
- 2019 - 2022[2]
  - Alcalde: Deny Alciviades Gutiérrez Torrejón, del Movimiento Regional Fuerza Amazonense.
  - Regidores:

  1. Venancio Mori La Torre  (Movimiento Regional Fuerza Amazonense)
  2. Edgar Puerta Gutierrez (Movimiento Regional Fuerza Amazonense)
  3. Irma Vacalla Torrejón (Movimiento Regional Fuerza Amazonense)
  4. Madeleine Gutierrez Culqui (Movimiento Regional Fuerza Amazonense)
  5. Pedro Purificación Bacalla Torrejón (Sentimiento Amazonense Regional)

### Religiosas
- Obispo de Chachapoyas: Monseñor Emiliano Antonio Cisneros Martínez, OAR.

## Festividades
Las fiestas patronales de la capital San Juan de Lopecancha se celebra el 23 de septiembre.
En el anexo Triunfo el 18 de octubre- en el Anexo el San Antonio el 13 de junio, Anexo San Martin del Mango 3 de noviembre
Como comidas típicas se conoce la conserva de Frijol y el Caldo de Gallina entre otros.